# Jonas Jensen-Abbew
Jonas Jensen-Abbew (Herlev, 20 aprile 2002) è un calciatore danese, difensore dell'Aarhus.

## Carriera

### Club
Jensen-Abbew ha iniziato a giocare a calcio nel B1973, una squadra della città di Herlev, e nell'AB. Nel settembre 2018 ha effettuato un provino con il Tottenham, senza però venire tesserato. Nel gennaio 2019 è stato acquistato dal Nordsjælland per la propria squadra Under-17.
Il 4 aprile 2021 ha fatto il suo esordio in prima squadra sostituendo Adamo Nagalo nel secondo tempo dell'incontro di Superligaen vinto 2-0 contro l'Aarhus. Poco prima dell'inizio della stagione 2021-2022 è stato permanentemente promosso in prima squadra.
A fine luglio 2022 è stato ceduto in prestito all'HB Køge in 1. Division, ma nel mercato di gennaio è stato richiamato. Il 20 luglio 2023 ha rinnovato il contratto per ulteriori tre anni ed il 26 ottobre dello stesso anno ha segnato il suo primo gol nell'incontro della fase a gironi di Conference League vinto 2-0 contro lo Spartak Trnava.

### Nazionale
Ha giocato nelle nazionali giovanili danesi Under-18 ed Under-21.

## Statistiche

### Presenze e reti nei club
Statistiche aggiornate al 6 dicembre 2023.
| Stagione        | Squadra         | Campionato      | Campionato | Campionato | Coppe nazionali | Coppe nazionali | Coppe nazionali | Coppe continentali | Coppe continentali | Coppe continentali | Altre coppe | Altre coppe | Altre coppe | Totale | Totale | Totale |
| Stagione        | Squadra         | Comp            | Pres       | Reti       | Comp            | Pres            | Reti            | Comp               | Pres               | Reti               | Comp        | Pres        | Reti        | Pres   | Reti   |        |
| --------------- | --------------- | --------------- | ---------- | ---------- | --------------- | --------------- | --------------- | ------------------ | ------------------ | ------------------ | ----------- | ----------- | ----------- | ------ | ------ | ------ |
| 2020-2021       | Nordsjælland    | SL              | 1          | 0          | CD              | 0               | 0               |                    | -                  | -                  |             | -           | -           | 1      | 0      |        |
| 2021-2022       | Nordsjælland    | SL              | 11         | 0          | CD              | 1               | 0               |                    | -                  | -                  |             | -           | -           | 12     | 0      |        |
| 2022-gen. 2023  | HB Køge         | 1D              | 13         | 0          | CD              | 0               | 0               |                    | -                  | -                  |             | -           | -           | 13     | 0      |        |
| gen.-giu. 2023  | Nordsjælland    | SL              | 3          | 0          | CD              | 1               | 0               |                    | -                  | -                  |             | -           | -           | 4      | 0      |        |
| 2023-2024       | Nordsjælland    | SL              | 3          | 0          | CD              | 3               | 0               | UEL                | 7                  | 1                  |             | -           | -           | 13     | 1      |        |
| Totale carriera | Totale carriera | Totale carriera | 31         | 0          |                 | 5               | 0               |                    | 7                  | 1                  |             | -           | -           | 43     | 1      |        |